# Juan Ruiz de Ocaña
Juan Ruiz de Ocaña fue uno de los mancebos de la tierra que acompañaron a Juan de Garay en la segunda fundación de Buenos Aires.
Era hijo del peninsular Juan Ruiz, nativo de Ocaña, población próxima a Toledo. Este Juan Ruiz llegó al Río de la Plata en la expedición del primer adelantado, don Pedro de Mendoza, y se afincó en la Asunción, donde nacieron sus hijos. Más tarde se avecindó en el Tucumán, en la ciudad de Córdoba de la Nueva Andalucía.
En la expedición fundadora de Juan de Garay llegó también Esteban Ruiz, hermano de Juan Ruiz de Ocaña, pero de él no han quedado registros en Buenos Aires, de lo que se deduce o su temprana muerte o su alejamiento de la recién fundada ciudad de la Trinidad, quizás a Córdoba. En cambio Juan Ruiz de Ocaña recibió mercedes de tierras y encomienda, como correspondía a todos los primeros vecinos pobladores.

## Su perfil productivo
No consta que tuviese distinguida actuación en el cabildo de Buenos Aires, pero en cambio descolló en las actividades productivas, agrícolas, industriales y mercantiles.
A las tierras que recibiera en merced en su condición de primer vecino sumó chacras que adquirió sobre la cañada que se conoció con su nombre –hoy arroyo de Morón- y sobre el río de las Conchas –hoy llamado Reconquista-. Precisamente allí construyó el primer molino harinero de agua, mientras la mayoría de los molinos harineros de los pagos pampeanos que circundaban Buenos Aires de entonces eran atahonas, molinos propulsados por tracción a sangre, para lo que se utilizaban equinos. Los restos de estas obras, incluyendo su canal derivador, aún se observan junto a la estación Bancalari del ferrocarril Mitre.

## Fundador de una extensa familia
Juan Ruiz de Ocaña es el fundador de una extensa familia, uno de cuyos descendientes pudo haber sido el general Bartolomé Mitre. Había casado en Asunción con Bernardina Guerra, hija del capitán Juan de Guerra y de Ana de Sepúlveda. Viuda, Bernardina casó con Juan Ábalos de Mendoza.
Entre otros hijos el matrimonio tuvo a quien fue capitán, alcalde y segunda cabeza de encomienda, Diego Ruiz de Ocaña, y a Catalina de Ocaña, quien casó con el hijo de su padrastro, Juan Ábalos de Mendoza. Estos últimos fueron los padres de Juan, quien dejó de lado su apellido paterno para adoptar el materno, Ruiz de Ocaña, y asumir la tercera cabeza de encomienda de su abuelo. Era común por entonces que tanto las encomiendas como los adelantazgos y otros privilegios, se extendiesen por tres vidas.